# Jerry St. Juste
Jeremiah Israël St. Juste, meglio noto come Jerry St. Juste (Groninga, 19 ottobre 1996), è un calciatore olandese, difensore dello Sporting Lisbona.

## Biografia
St. Juste è nato a Groninga da padre nevisiano e madre olandese; è fratello di Yoshua, giocatore di calcio a 5 della Nazionale di calcio a 5 dei Paesi Bassi.

## Carriera

### Club
Inizia la propria carriera calcistica all'SV Marum. Nell'estate del 2007 passa all'Heerenveen. Viene promosso in prima squadra per la stagione 2014-15 e compie il suo debutto in Eredivisie il 24 gennaio 2015 in una vittoria per 4-1 sul Vitesse, subentrando a Joost van Aken.
Il 28 Ottobre 2018, nella partita Ajax - Feyenoord terminata 3 a 0, il
difensore viene espulso dopo 5 minuti e 58 secondi, diventando il cartellino rosso più veloce del De Klassieker (in un primo momento il colore del cartellino era il giallo, ma dopo una revisione al VAR, l’arbitro cambiò idea).
Il 7 agosto 2019 passa al Magonza per 9 milioni di euro.

### Nazionale
Il 19 marzo 2021 riceve la sua prima convocazione in nazionale maggiore.

## Statistiche

### Presenze e reti nei club
Statistiche aggiornate al 17 maggio 2025.
| Stagione                | Squadra                 | Campionato              | Campionato | Campionato | Coppe nazionali | Coppe nazionali | Coppe nazionali | Coppe continentali | Coppe continentali | Coppe continentali | Altre coppe | Altre coppe | Altre coppe | 0    | 0    |
| Stagione                | Squadra                 | Comp                    | Pres       | Reti       | Comp            | Pres            | Reti            | Comp               | Pres               | Reti               | Comp        | Pres        | Reti        | Pres | Reti |
| ----------------------- | ----------------------- | ----------------------- | ---------- | ---------- | --------------- | --------------- | --------------- | ------------------ | ------------------ | ------------------ | ----------- | ----------- | ----------- | ---- | ---- |
| 2014-2015               | Heerenveen              | ERE                     | 13         | 0          | CO              | 0               | 0               |                    |                    |                    |             |             |             | 13   | 0    |
| 2015-2016               | Heerenveen              | ERE                     | 28         | 1          | CO              | 2               | 0               |                    |                    |                    |             |             |             | 30   | 1    |
| 2016-2017               | Heerenveen              | ERE                     | 28         | 2          | CO              | 2               | 0               |                    |                    |                    |             |             |             | 30   | 2    |
| Totale Heerenveen       | Totale Heerenveen       | Totale Heerenveen       | 69         | 3          |                 | 4               | 0               |                    |                    |                    |             |             |             | 73   | 3    |
| 2017-2018               | Feyenoord               | ERE                     | 15         | 2          | CO              | 3               | 0               | UCL                | 5                  | 1                  |             |             |             | 23   | 3    |
| 2018-2019               | Feyenoord               | ERE                     | 23         | 3          | CO              | 2               | 0               | UEL                | 0                  | 0                  | SO          | 1           | 0           | 26   | 3    |
| ago. 2019               | Feyenoord               | ERE                     | 1          | 0          | CO              | 0               | 0               | UEL                | 0                  | 0                  |             |             |             | 1    | 0    |
| Totale Feyenoord        | Totale Feyenoord        | Totale Feyenoord        | 39         | 5          |                 | 5               | 0               |                    | 5                  | 1                  |             | 1           | 0           | 50   | 6    |
| ago. '19-2020           | Magonza                 | BL                      | 25         | 2          | CG              | 1               | 0               |                    |                    |                    |             |             |             | 26   | 2    |
| 2020-2021               | Magonza                 | BL                      | 32         | 0          | CG              | 2               | 0               |                    |                    |                    |             |             |             | 34   | 0    |
| 2021-2022               | Magonza                 | BL                      | 8          | 1          | CG              | 1               | 0               |                    |                    |                    |             |             |             | 9    | 1    |
| Totale Magonza          | Totale Magonza          | Totale Magonza          | 65         | 3          |                 | 4               | 0               |                    |                    |                    |             |             |             | 69   | 3    |
| 2022-2023               | Sporting Lisbona        | PL                      | 21         | 1          | CP+CdL          | 0+2             | 0+0             | UCL+UEL            | 4+5                | 0+0                |             |             |             | 32   | 1    |
| 2023-2024               | Sporting Lisbona        | PL                      | 11         | 0          | CP+CdL          | 4+1             | 1+0             | UEL                | 4                  | 0                  | -           | -           | -           | 20   | 1    |
| 2024-2025               | Sporting Lisbona        | PL                      | 14         | 0          | CP+CdL          | 4+3             | 0               | UCL                | 6                  | 0                  | -           | -           | -           | 27   | 0    |
| Totale Sporting Lisbona | Totale Sporting Lisbona | Totale Sporting Lisbona | 46         | 1          |                 | 14              | 1               |                    | 19                 | 0                  |             | -           | -           | 79   | 2    |
| Totale carriera         | Totale carriera         | Totale carriera         | 219        | 12         |                 | 27              | 1               |                    | 24                 | 1                  |             | 1           | 0           | 271  | 14   |

## Palmarès
- Coppa dei Paesi Bassi: 1

Feyenoord: 2017-2018
- Supercoppa dei Paesi Bassi: 1

Feyenoord: 2018
- Campionato portoghese: 2

Sporting Lisbona: 2023-2024, 2024-2025
- Coppa del Portogallo: 1

Sporting Lisbona: 2024-2025